# Microsoft Digital Video Recording
Microsoft Digital Video Recording (in acronimo DVR-MS) (Microsoft Digital Video Recording) è un formato proprietario di file audio e video, sviluppato da Microsoft utilizzato per la memorizzazione di contenuti TV registrati da Windows XP Media Center Edition, Windows Vista e Windows 7.
INesso i flussi di dati multipli (audio e video) sono racchiusi in un contenitore ASF con estensione DVR-MS. Il video viene codificato utilizzando lo standard MPEG-2 e l'audio utilizzando MPEG-1 Audio Layer II o Dolby Digital AC-3 (ATSC A / 52). Il formato estende questi standard includendo metadati sulla gestione dei contenuti e dei diritti digitali. I file in questo formato sono generati da Stream Buffer Engine (SBE.dll), un componente DirectShow introdotto in Windows XP Service Pack 1.
La funzionalità DVR di Windows XP Media Center Edition, Windows Vista e la versione Windows 7 di Windows Media Center creano file in questo formato. Sebbene non sia possibile modificare file DVR-MS non protetti tramite programmi software meno recenti come Windows Movie Maker per Windows XP, i file possono essere modificati utilizzando Windows Movie Maker per Microsoft Windows Vista o Sonic MyDVD.